# Contes et légendes (collection)
Contes et légendes est une collection française de livres pour la jeunesse créée en 1913 par la Librairie Fernand Nathan. La collection est toujours éditée de nos jours.
Chaque livre est un recueil de récits issus de l'histoire ou du folklore de divers pays et régions.
L'ensemble représente environ 145 titres.

## Histoire

### Les débuts

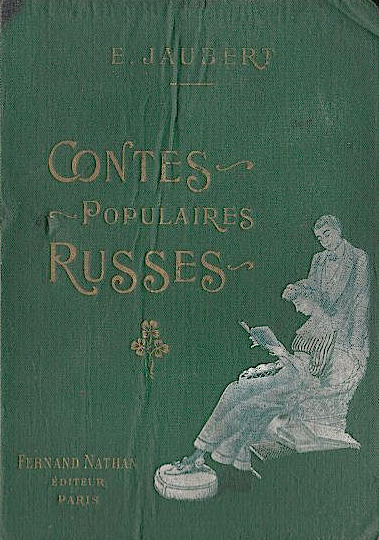
Couverture de Contes populaires russes (1913), premier ouvrage de cette collection.

Cette collection propose des recueils de récits issus de l'histoire ou du folklore mondial. Le nom générique de cette collection est « Collection des contes et légendes de tous les pays ». La Librairie Fernand Nathan fait paraître un premier titre dès 1913, ce sont les Contes populaires russes réunis par Ernest Jaubert, sous couverture percaline verte, contenant des illustrations de Léon Tzeytline (1885-1962) ; ce titre sera réédité de nombreuses fois. Il est suivi d'un deuxième titre,  Légendes et contes d'Alsace, sous percaline rouge, dirigé par Émile Hinzelin ; l'Alsace est alors sous domination allemande.
Suivront à partir de 1914, Contes et Récits d'Outre-Manche et Épopée et Légendes d'Outre-Rhin : Fernand Nathan et son fils conçoivent à ce moment-là des livres en petits formats, illustrés de photographies, à couverture rigide entoilée et colorée mais sans illustration, au dos ornés de lettres dorées et à un prix relativement modique. Au début de ces deux ouvrages est fait mention suivante sur la page de titre : « Contes et Légendes de Tous les Pays »,. Sont annoncés ensuite Épopées et légendes de l'ancienne Grèce ainsi que Épopées et légendes de l'ancienne Rome qui ne sont jamais parus.
Ce n'est qu'en 1922 que la collection reprend avec Contes et Légendes d'Espagne et Contes et Légendes d'Italie (ce dernier titre, bien qu'annoncé , ne paraît qu'en 1979),.

### Couvertures cartonnage couleur illustré (1924-1960)

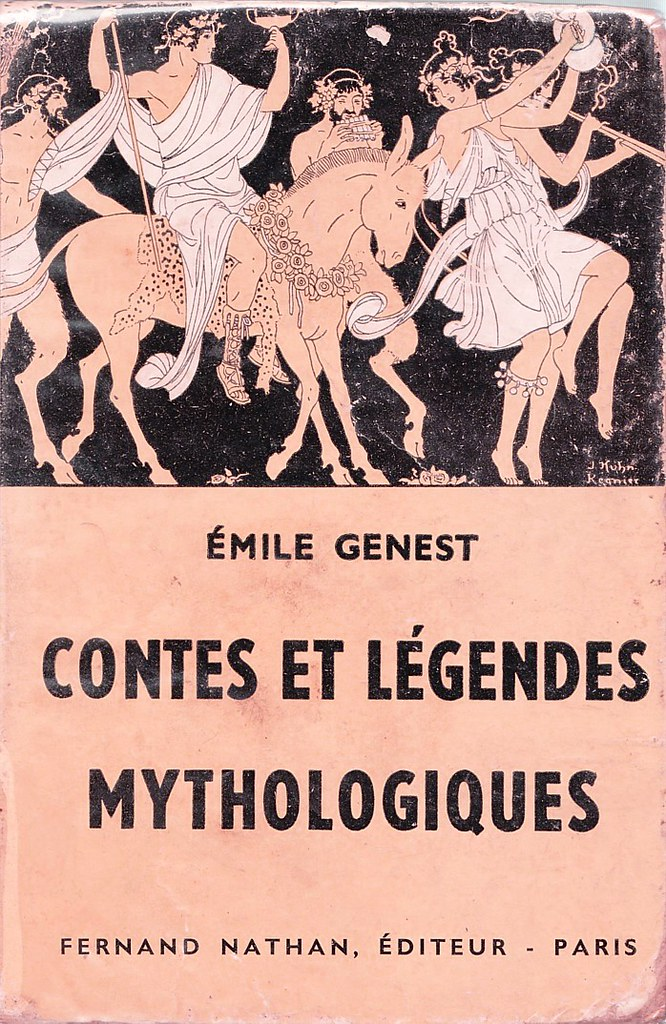
Contes et légendes antiques (1936), couverture de Joseph Kuhn-Régnier.

La collection prend un nouvel essor à partir de 1924 avec une présentation refondue, reliée par une couverture en cartonnage illustré et un dos arrondi, d'abord en cuir gravé et doré, puis entoilé. En raison de cette présentation luxueuse de livre que l'on gardera longtemps, la collection est très fortement orientée vers les enfants et se positionne sur le marché des livres d'étrennes. Les illustrations sont conçues par Joseph Kuhn-Régnier.
Elle développe de plus en plus des sujets régionaux et nationaux. Ainsi, en plus de trente ans, près d'une vingtaine d'ouvrages sur les contes des régions de France sont publiés. Un véritable travail de recueil de choix, de traduction et d'adaptation est fait pour chaque recueil.
Des récits qui sortent un peu du cadre « géographique » comme des récits historiques ou des mythes fondateurs font leur apparition. Cette seconde génération de « Contes et Légendes » a, contrairement à la première, une couverture illustrée. À l'intérieur, les illustrations sont en deux teintes ou en noir et blanc. Le dos est dorénavant rond mais les dorures perdurent. Ce format sera le plus pérenne de la collection. De cinq ouvrages parus dans la collection initiale, la collection passe à quatre-vingt-cinq en 1960.
Nathan recrute parmi les auteurs les plus qualifiés de l'époque. Ceux-ci par leurs voyages, leurs régions natales ou leurs œuvres précédentes ont une certaine expérience du thème du livre. Les auteurs intervenaient généralement une ou deux fois dans la collection. Néanmoins, certains auteurs tels que le duo Quinel et de Montgon ont écrit de nombreux livres pour la collection et dans des domaines très différents tels que la Corse ou le Far-West.
Les livres sur des sujets mythologiques et internationaux sont généralement complétés de lexiques, de cartes et de glossaires.
Au début des années 1940, la collection comprend quarante-quatre titres dont beaucoup deviennent des classiques, souvent  réédités.
À l'occasion de la Seconde Guerre mondiale, le renouvellement de la collection est arrêté de 1941 à 1946 et le programme de publication reste identique jusqu'à la Libération. À partir de 1947, la production de nouveaux titres reprend rapidement.

### Couvertures cartonnage blanc et or (1961-1984)
Conte
À partir de 1961, l'identité visuelle de la collection est changée. La nouvelle couverture est blanche recouverte d'un film pelliculé, et dotée d'une illustration en quadrichromie ainsi que d'une nouvelle typographie. Cette nouvelle formule rencontrera beaucoup de succès et sera la plus emblématique de la collection qui atteint les cent trente volumes en 1984. Elle se décline en six séries: Antiquité, Histoire (puis Histoire de France), Provinces de France, Le Monde, Littérature et Divers.

### Poche Nathan Contes et légendes (1984-1990)
Au milieu des années 1980, Nathan abandonne les couvertures cartonnées et à cette occasion modifie et réécrit entièrement les textes des titres de la collection précédente. Ceux-ci seront complétés d'un mini-dossier documentaires. Les livres ont alors une couverture souple illustrée, à dos carré.

### Contes et légendes (1992- )
Nouvelle collection avec création de nouveaux titres qui modernisent les thèmes (Histoires de peurs, Histoires de l'an 2000), les illustrations qui cessent d'être réalistes deviennent artistiques et souvent abstraites, et le style qui abandonne le langage soutenu et académique pour une expression familière.

### Reliure souple couverture avec photographies (1996- )
Toutefois, en 1996, la collection réinvestit le classicisme de la version blanche en donnant une nouvelle vie au format relié. Les récits historiques continuent à être adaptés aux jeunes lecteurs par de nouveaux auteurs nourris aux anciennes éditions comme Christian Grenier Yves Pinguilly ou encore Christian Jacq. Les textes régionaux vont, quant à eux, peu à peu disparaître de la série pour laisser place aux « mythologies » contemporaines tels que les Contes et les Récits de la conquête du Ciel et de l'Espace.
Au tournant du siècle, la collection commence à exploiter des thématiques transversales: sorcières, mondes et cités, ogres et géants… Gudule et d'autres auteurs de renom de la littérature jeunesse vont alors apporter leur contribution à la collection.
En parallèle à l'évolution du catalogue, le principe graphique change aussi. La couverture adopte des teintes acidulées et est presque entièrement illustrée pour attirer le regard des jeunes lecteurs. À l'intérieur du livre, les illustrations en noir et blanc remplacent celles en couleurs.
À partir de 2010, la collection fait peau neuve. Nathan fait appel à François Roca pour illustrer toutes les couvertures. Ces nouvelles couvertures conservent comme éléments structurels les filets dorés et l'univers colorés. Le nom de la collection est davantage mis en valeur sur la couverture grâce à la typographie qui met en avant le poids des sujets historiques. En août de cette année-là, Nathan réédite dix titres dont les Contes et Légendes de la mythologie grecque et les Contes et légendes de la Table ronde qui sont les deux plus grands best-sellers de la collection.
Certains de ces livres ont été publiés en anglais dans la collection Myths and Legends.

## Titres publiés

### Premiers titres (1913-1924) Type 0
- Contes populaires russes, Ernest Jaubert, illustrations : Léon Tzeytline, 1913
- Légendes et contes d'Alsace, Émile Hinzelin , illustrations : Paul Adolphe Kauffmann, 1913; rééditions : 1915, 1922, 1923, 1924
- Contes et récits d'Outre-manche, Suzanne Clot, photographies, 1914, rééditions : 1922, 1924
- Épopées et Légendes d'Outre-Rhin, N.(Noémi) Weiller, photogravures, 1914; réédition : 1924
- Épopées et Légendes de l'ancienne Grèce, L. Lebailly [non paru]
- Épopées et Légendes de l'ancienne Rome, Albert Valentin [non paru]
- Contes et légendes d'Espagne, M.(Marguerite) Soupey, photogravures, 1922
- Contes et légendes d'Italie, Albert Valentin, [non paru]

### Série cartonnée mat en couleur, dos toilé orné ou en percaline (1924-1941) Type 1
- Légendes du monde grec et barbare, Laura Orvieto, illustrations : Ezio Anichini, 1924; rééditions : 1926, 1930, 1932, 1933
- Contes d'Armorique, Jules Dorsay, illustrations : Pierre Rousseau, 1925; réédition : 1932, 1937, 1940
- Contes et légendes des pays d'Orient, Charles Dumas, illustrations : Pierre Rousseau, 1925
- Contes et légendes mythologiques, Émile Genest, illustrations : Joseph Kuhn-Régnier, 1926; rééditions : 1929, préface : Georges Payelle, 1931, 1933, 1935, 1938
- Contes et légendes du Moyen Âge français, Marcelle et Georges Huisman, illustrations : Joseph Kuhn-Régnier, 1926; rééditions : 1929, 1931, 1935, 1938
- Contes populaires russes, Ernest Jaubert, illustrations : Léon Tzeytline et Joseph Kuhn-Régnier pour les hors texte, rééditions : 1926, 1928, 1930, 1932, 1938
- Contes et légendes d'Israël, A.(Artur) Weil,  illustrations : Joseph Kuhn-Régnier, 1927; réédition : 1935
- Légendes et contes d'Alsace, Émile Hinzelin , illustrations : Paul Adolphe Kauffmann et Joseph Kuhn-Régnier, réédition : 1928
- Contes et récits d'Outre-manche, Suzanne Clot, illustrations : Joseph Kuhn-Régnier, rééditions : 1928, 1930, 1933, 1935, 1941
- Épopées et Légendes d'Outre-Rhin, N.(Noémi) Weiller, illustrations : Joseph Kuhn-Régnier, rééditions : 1928, 1935
- Contes et légendes d'Espagne, M.(Marguerite) Soupey, illustrations : Joseph Kuhn-Régnier, rééditions : 1928, 1930, 1932, 1934
- Contes persans, Jules Dorsay, illustrations : Joseph Kuhn-Régnier, 1928; rééditions : 1930, 1940
- Contes et légendes de la naissance de Rome, Laura Orvieto, illustrations : Joseph Kuhn-Régnier, 1929, 1935, 1937
- Contes et légendes de Pologne, Julie Laguirande-Duval, illustrations : Xavier Kozminski, 1929, rééditions : 1930, 1933
- Contes et légendes de Shakespeare, Suzanne Clot, illustrations : Joseph Kuhn-Régnier, 1929, réédition : 1930
- Contes et légendes de Paris et de Montmartre, Charles Quinel et Adhémar de Montgon, illustrations : Joseph Kuhn-Régnier, 1930
- Récits du terroir russe, Ernest Jaubert, illustrations : Xavier Kozminski, couverture : Joseph Kuhn-Régnier, 1930; rééditions : 1931, 1934
- Contes et légendes de Flandre, Antonia de Lauwereyns de Roösendaële, préface de André Favières, illustrations : Joseph Kuhn-Régnier, 1932, rééditions : 1933, 1934, 1939
- Contes et légendes du Grand Siècle, Charles Quinel et Adhémar de Montgon, illustrations : Joseph Kuhn-Régnier, 1932; rééditions : 1934, 1939
- Contes et légendes de Corse, Charles Quinel et Adhémar de Montgon, illustrations : Joseph Kuhn-Régnier, 1934; rééditions : 1935, 1937
- Contes et légendes de Suisse, André Cuvelier, illustrations : Boris Zvorykine, 1934
- Contes et récits tirés de Racine, G.(Georges) Chandon, illustrations : Manon Iessel, 1934, réédition : 1937
- Contes et récits du Canada, Charles Quinel et Adhémar de Montgon, illustrations : Joseph Kuhn-Régnier, 1935; réédition : 1936
- Épisodes et récits bibliques, Gisèle Vallerey, 1935
- Contes et légendes de Chine, Gisèle Vallerey, 1936
- Contes et récits tirés de l'Iliade et de l'Odyssée, G.(Georges) Chandon, illustrations : Joseph Kuhn-Régnier, 1936
- Contes et récits tirés de l'Énéide, G.(Georges) Chandon, illustrations : Joseph Kuhn-Régnier, 1936
- Contes et légendes de la mer et des marins, Charles Quinel et Adhémar de Montgon, 1939

### Série cartonnée mat en couleur et dos toilé (1940-1957) Type 2
- Légendes et contes d'Alsace, Émile Hinzelin, illustrations : Joseph Kuhn-Régnier, réédition : 1940, 1952
- Épopées et Légendes d'Outre-Rhin, N.(Noémi) Weiller, illustrations : Joseph Kuhn-Régnier, réédition : 1940
- Légendes du monde grec et barbare, Laura Orvieto, illustrations : Ezio Anichini, rééditions : 1940, 1945, 1955
- Contes et légendes de Shakespeare, Suzanne Clot, illustrations : Joseph Kuhn-Régnier, réédition : 1940
- Contes et récits du Canada, Charles Quinel et Adhémar de Montgon, illustrations : Joseph Kuhn-Régnier, rééditions : 1940, 1946, 1948
- Contes et récits d'Outre-manche, Suzanne Clot, illustrations : Joseph Kuhn-Régnier, réédition, s.d.
- Contes et récits tirés de l'Iliade et de l'Odyssée, G.(George) Chandon, illustrations : Joseph Kuhn-Régnier, rééditions : 1941, 1946, 1947, 1948, 1952, 1953, 1955, 1956
- Contes populaires russes, Ernest Jaubert, illustrations : Joseph Kuhn-Régnier, rééditions: 1942, 1950
- Contes d'Armorique, Jules Dorsay, illustrations : Pierre Rousseau, rééditions : 1945 (9ème édition), 1951, 1954
- Contes et légendes mythologiques, Émile Genest, préface : Georges Payelle, illustrations : Joseph Kuhn-Régnier, rééditions : 1945, 1946, 1947, 1949, 1955
- Contes et légendes de la naissance de Rome, Laura Orvieto, illustrations : Joseph Kuhn-Régnier, rééditions : 1946, 1948, 1949, 1951, 1953
- Contes et légendes de Pologne, Julie Laguirande-Duval, illustrations : Xavier Kozminski, rééditions : 1946, 1950, 1952
- Récits du terroir russe, Ernest Jaubert, illustrations : Xavier Kozminski, couverture : Joseph Kuhn-Régnier, rééditions : 1946, 1948
- Contes et légendes de Flandre, Antonia de Lauwereyns de Roösendaële, préface de André Favières, illustrations : Joseph Kuhn-Régnier, rééditions : 1946, 1948, 1951, 1956
- Contes et légendes de Chine, Gisèle Vallerey, 1946
- Contes et légendes des pays d'Orient, Charles Dumas, illustrations : Pierre Rousseau, rééditions: 1947, 1951
- Contes et légendes du Grand Siècle, Charles Quinel et Adhémar de Montgon, illustrations : Joseph Kuhn-Régnier, réédition : 1947, s.d., 1956
- Contes et récits tirés de Racine, G.(Gisèle) Chandon, illustrations : Manon Iessel, réédition : 1947
- Contes et légendes d'Israël, A.(Artur) Weil,  illustrations : Joseph Kuhn-Régnier, rééditions : 1948, 1951
- Contes et légendes de Corse, Charles Quinel et Adhémar de Montgon, illustrations : Joseph Kuhn-Régnier, réédition : 1948
- Contes et légendes de la mer et des marins, 1948
- Contes et légendes du Far-West, 1948
- Contes et légendes d'Anjou, Jacques Levron, illustrations de Henri Dimpre, 1949, réédition : 1955
- Contes et légendes d'Auvergne, Jacques Levron, 1949
- Contes et légendes de Bohême, Joseph Slipka et Fanette Pézard, 1949
- Contes et légendes de l'Inde, Robert Fougère[5], 1949; réédition : 1956
- Contes et légendes du Pays Basque, René Thomasset, 1949
- Contes et légendes de Provence, André Pézard, illustrations : Henri Dimpre, 1950
- Contes et légendes de Suisse, André Cuvelier, illustrations : Boris Zworykine, réédition : 1951
- Contes et récits tirés de l'Énéide, G.(Georges) Chandon, illustrations : Joseph Kuhn-Régnier, 1951; rééditions : 1956
- Contes et légendes de Franche-Comté,  Jean Defrasne, 1951
- Contes et légendes d'Espagne, M.(Marguerite) Soupey, illustrations : Joseph Kuhn-Régnier, réédition : 1952
- Contes et légendes de Gascogne, André Pézard, 1951
- Contes et légendes de Paris et de Montmartre, Charles Quinel et Adhémar de Montgon, illustrations : Joseph Kuhn-Régnier, réédition : 1953
- Contes et légendes du pays toulousain, M.(Mathilde) Mir et F.(Fernande) Delample, illustrations de Roger Schardner, 1954
- Récits tirés de l'histoire Grecque, Marguerite Desmurger, illustrations : Joseph Kuhn-Régnier, 1955
- Contes et légendes du Moyen Âge français, Marcelle et Georges Huisman, illustrations : Joseph Kuhn-Régnier, rééditions : 1955, 1957
- Contes persans, Jules Dorsay, illustrations : Joseph Kuhn-Régnier, réédition : 1956
- Contes et légendes algériens, réédition : 1957

### Série cartonnée vernissée en couleur et reliure cartonnée (1957-1960) Type 3
- Contes populaires russes, Ernest Jaubert, illustrations : Joseph Kuhn-Régnier, rééditions : 1957,
- Contes et légendes de la naissance de Rome, Laura Orvieto, illustrations : Joseph Kuhn-Régnier, réédition : 1957
- Contes et récits tirés de l'Iliade et de l'Odyssée, G.(Gisèle) Chandon, illustrations : Joseph Kuhn-Régnier, réédition : 1957
- Contes et légendes d'Espagne, M.(Marguerite) Soupey, illustrations : Joseph Kuhn-Régnier, réédition : 1958
- Contes et légendes du monde grec et barbare, Laura Orvieto, illustrations : Ezio Anichini, réédition : 1958
- Contes et légendes mythologiques, Émile Genest, préface : Georges Payelle, illustrations : Joseph Kuhn-Régnier, rééditions : 1958, 1960
- Contes et légendes de Provence, André Pézard, illustrations : Henri Dimpre, réédition : 1958
- Contes et légendes de Babylone et de Perse, Pierre Grimal, 1958
- Récits tirés de l'histoire Grecque, Marguerite Desmurger, illustrations : Joseph Kuhn-Régnier, rééditions : 1959,1960
- Épopées et Légendes d'Outre-Rhin, N.(Noémi) Weiller, illustrations : Joseph Kuhn-Régnier, réédition : 1960
- Contes d'Armorique, Jules Dorsay, illustrations : Pierre Rousseau, réédition : 1960
- Contes et légendes des pays d'Orient, Charles Dumas, illustrations : Pierre Rousseau, rééditions : 1960
- Contes et légendes de Corse, Charles Quinel et Adhémar de Montgon, illustrations : Joseph Kuhn-Régnier, réédition : 1960
- Contes et récits tirés de l'Énéide, G.(Georges) Chandon, illustrations : Joseph Kuhn-Régnier, rééditions : 1960
- Contes et légendes de l'Inde, Robert Fougère[5], 1960
- Épisodes et récits de la renaissance, Jean Defrasne, 1960
- Contes et légendes du temps d'Alexandre, date?
- Contes et légendes du Japon, date?
- Récits et aventures polaires, date?
- Récits tirés de l'histoire de Rome, date?
- Contes et légendes des cités disparues, date?
- Contes et légendes de Grande-Bretagne, date?

### Couvertures cartonnage blanc et or (1961-1985) Type 4

#### Série Antiquité
- Contes et légendes du monde grec et barbare, Laura Orvieto, illustrations : Richard Clifton-Dey, rééditions : 1962, 1966, 1969, 1972
- Contes et légendes mythologiques, Émile Genest, préface : Georges Payelle, illustrations : René Péron, rééditions : 1962, 1963, 1964, 1965, 1967, 1969, 1975, 1980, 1984
- Contes et légendes de la naissance de Rome, Laura Orvieto, illustrations : René Péron, rééditions : 1962, 1963, 1965, 1967, 1968, 1969, 1971, 1974, 1975, 1978, 1981
- Épisodes et récits bibliques, Gisèle Vallerey, illustrations : Jacques Pecnard, rééditions : 1962, 1975
- Contes et récits tirés de l'Iliade et de l'Odyssée, G.(Gisèle) Chandon, illustrations : René Péron, rééditions : 1962, 1963,  1964, 1968, 1970, 1975, 1978, 1979, 1981, 1984
- Contes et récits tirés de l'Énéide, G.(Georges) Chandon, illustrations : René Péron, rééditions : 1962, 1963, 1980
- Récits tirés de l'histoire Grecque, Marguerite Desmurger, illustrations : Jacques Pecnard, rééditions : 1962, 1970, 1975, 1980, 1981
- Contes et légendes de Babylone et de Perse, Pierre Grimal, illustrations : René Péron, rééditions: 1962, 1982
- Contes et récits de la Méditerranée antique, Jean Defrasne, illustrations : Lise Marin, 1969
- Récits de l'Histoire de Carthage, Jean Defrasne, illustrations : Georges Beuville, 1972; réédition: 1978
- Légendes et récits de la Gaule et des Gaulois, Maguelonne Toussaint-Samat, illustrations : Yvon Le Gall, 1973; réédition: 1981

#### Série Histoire de France (puis Histoire)
- Contes et légendes du Moyen Âge, Marcelle et Georges Huisman, illustrations : Georges Beuville, rééditions : 1964, 1975, 1984
- Épisodes et récits de la renaissance, Jean Defrasne, illustrations : Jean Marcellin, réédition : 1966

#### Série Provinces de France
- Contes et légendes d'Auvergne, Jacques Levron, illustrations : René Péron, rééditions : 1961, 1963, 1974, 1976
- Contes et légendes de Provence, André Pézard, illustrations : Georges Beuville, rééditions : 1961, 1963, 1969
- Contes et légendes du Pays Basque, René Thomasset, illustrations : Georges de Sainte-Croix, rééditions : 1962
- Contes et légendes de Franche-Comté,  Jean Defrasne, illustrations : Georges Beuville , rééditions : 1962, 1972
- Contes et légendes de Gascogne, André Pézard, illustrations : René Péron, rééditions : 1962, 1973
- Contes et légendes d'Alsace, Émile Hinzelin , illustrations : Georges Beuville , rééditions : 1963, 1964
- Contes et légendes de Bretagne, Jules Dorsay, illustrations : René Péron, rééditions : 1963, 1965, 1966, 1967, 1972, 1973, 1974, 1982
- Contes et légendes de Corse, Charles Quinel et Adhémar de Montgon, illustrations : Henri faivre, rééditions : 1963, 1969, 1978
- Contes et légendes de Flandre, Antonia de Lauwereyns de Roösendaële, illustrations : Philippe Degrave, rééditions : 1968, 1969, 1976

#### Série Le Monde
- Contes et légendes de Grande-Bretagne, Suzanne Clot, illustrations : Gaston de Sainte-Croix et Henri Dimpre, réédition : 1961
- Contes populaires russes, Ernest Jaubert, illustrations : Marek Rudnicki, rééditions: 1962, 1969, 1970, 1972, 1975, 1978
- Contes et légendes d'Espagne, M.(Marguerite) Soupey, illustrations : Daniel Dupuy, réédition : 1962
- Contes et légendes d'Israël, A.(Artur) Weil,   : illustrations : René Péron, rééditions : 1963, 1968
- Contes et légendes de l'Inde, Robert Fougère[5], illustrations : Lise Marin, rééditions : 1963, 1978
- Contes et Légendes d'Outre-Rhin, N.(Noémi) Weiller, illustrations : Maurice Paulin, réédition : 1964
- Contes et Légendes du Pakistan, S. Hassam A. Rassool, illustrations : René Péron, 1964
- Contes et légendes de la mer et des marins, Charles Quinel et Adhémar de Montgon, illustrations : Jacques Pecnard, réédition : 1967
- Contes et récits du Canada français, George Fronval, illustrations Lise Marin, 1968; rééditions : 1973, 1975
- Contes et Légendes d'Allemagne, N.(Noémi) Weiller, illustrations : Maurice Paulin, rééditions : 1970, 1978
- Contes persans, Jules Dorsay, illustrations :  Yvon Le Gall, réédition : 1971, 1973
- Contes et légendes d'U.R.S.S., Ernest Jaubert, illustrations : Yvon Le Gall, réédition : 1971
- Contes et légendes de l'U.R.S.S., Ernest Jaubert, illustrations : Yvon Le Gall, rééditions : 1972, 1975
- Contes et légendes d'Italie, Maguelonne Toussaint-Samat, illustrations : Jean Giannini, 1979

#### Série Littérature
- Récits tirés du théâtre de Shakespeare, Suzanne Clot, illustrations : René Péron, rééditions : 1963, 1965
- Contes et récits tirés de Racine, G.(Gisèle) Chandon, illustrations : René Péron, réédition : 1963

#### Série Divers
- Légendes des Chevaliers de la Table Ronde, Laurence Camiglieri, illustrations : Dominique Fage, 1977, réédition : 1985